# بلشون (جنس)
بَلَشون أو مالك الحزين أو أرديا[بحاجة لمصدر] جنس طير من القواطع وفصيلة البلشونيات. يضم 19 نوعاً منتشرة في جميع أقطار العالم. جميعها كبيرة الجثة مستطيلة الساق، طويلة العنق الدقيق والمنقاد الجالس الذلق. وهي تألف المناقع والضفاف حيث تصطاد الأسماك والضفادع.

## أنواع
أنواع هذا الكائن:
- كود سباركل
- تحديث القائمة

بلشون أبيض البطن 
اسم علمي: Ardea insignis

بلشون أبيض العنق 
اسم علمي: Ardea pacifica

بلشون أبيض كبير 
اسم علمي: Ardea alba

بلشون أرجواني 
اسم علمي: Ardea purpurea

بلشون أزرق كبير 
اسم علمي: Ardea herodias

بلشون أسود الرأس 
اسم علمي: Ardea melanocephala

بلشون أعرج 
اسم علمي: Ardea cocoi

بلشون جبار 
اسم علمي: Ardea goliath

بلشون رمادي 
اسم علمي: Ardea cinerea

بلشون كبير البطن 
اسم علمي: Ardea sumatrana

بلشون متوسط 
اسم علمي: Ardea intermedia

بلشون همبلوت 
اسم علمي: Ardea humbloti